# Sachin
Sachin é uma comuna francesa na região administrativa de Altos da França, no departamento de Pas-de-Calais. Estende-se por uma área de 5,9 km². Em 2010 a comuna tinha 340 habitantes (densidade: 57,6 hab./km²).